# Noursoultan Nazarbaïev
Noursoultan Äbichouly Nazarbaïev (en kazakh cyrillique : Нұрсұлтан Әбішұлы Назарбаев, en kazakh latin : Nūrsūltan Äbışūly Nazarbaev, prononcé : /nʊɾsʊlˈtɑn æbəɕʊˈlə nɑzɑɾˈbɑjɪf/), né le 6 juillet 1940 à Chemolgan (République socialiste soviétique kazakhe), est un homme d'État kazakh.
Il devient président de la république du Kazakhstan en 1990. Accusé d'autoritarisme, il est largement élu à cinq reprises entre 1991 et 2015.
En 2019, il démissionne de la présidence, après avoir passé près de 29 ans à la tête du pays. Il conserve cependant une influence en tant que président du parti au pouvoir et du Conseil de sécurité nationale. La même année, la capitale du pays est rebaptisée Nour-Soultan, d'après son nom.
Il quitte la présidence du conseil de sécurité nationale lors des manifestations de 2022 au Kazakhstan à la suite desquelles son successeur Kassym-Jomart Tokaïev se détache progressivement du culte de la personnalité de Nazarbaïev et rebaptise une nouvelle fois la capitale de son ancien nom Astana.

## Biographie

### Jeunesse
Nazarbaïev est né à Chemolgan, une ville rurale près d'Alma-Ata, dans ce qui était alors la République socialiste soviétique kazakhe, une des républiques constitutives de l'Union soviétique. Son père était un travailleur pauvre au service d'une famille aisée locale jusqu'à ce que les Soviétiques confisquent la ferme familiale dans les années 1930, lors de la politique de collectivisation de Staline. Après cela, son père décida d'emmener sa famille dans les montagnes pour vivre une existence nomade.
Son père évita le service militaire obligatoire du fait d'un bras atrophié à la suite de l'extinction d'un feu. À la fin de la Seconde Guerre mondiale, la famille revint au village de Chemolgan, et Nazarbaïev commença à apprendre le russe. Il réussit à l'école et fut envoyé en internat à Kaskelen.
Après avoir quitté l'école, il passa un an, aux frais du gouvernement, à l'usine d'acier Karaganda à Temirtaw. Il s'entraînait aussi dans une usine d'acier à Dniprodzerjynsk en RSS d'Ukraine, et se trouvait loin de Temirtaw quand les émeutes sur les mauvaises conditions de travail (de) se propagèrent dans la ville. À 20 ans, il gagnait un bon salaire en fournissant un « travail lourd et dangereux » aux fourneaux.
Il rejoignit le Parti communiste en 1962, et devint rapidement un membre important de la Ligue de la jeunesse communiste ainsi qu'un membre à plein temps du parti et commença à étudier à l'Institut polytechnique de Karaganda. Il devint secrétaire du comité du Parti communiste du kombinat métallurgique de Karaganda en 1972, et, quatre ans plus tard, le deuxième secrétaire du Comité régional du parti à Karaganda.
En tant que bureaucrate, Nazarbaïev s'occupait des documents légaux, des problèmes juridiques, et de régler les conflits industriels, ainsi que de rencontrer les travailleurs pour résoudre les problèmes individuels. Il écrivit plus tard que l'« allocation centrale de investissement du capital et de la distribution des fonds » signifiait que l'infrastructure était pauvre, que les travailleurs étaient démoralisés et surchargés de travail, et que leurs objectifs étaient irréalisables. Il vit les problèmes de l'usine comme un microcosme des problèmes de l'Union soviétique dans son ensemble.

### Arrivée au pouvoir

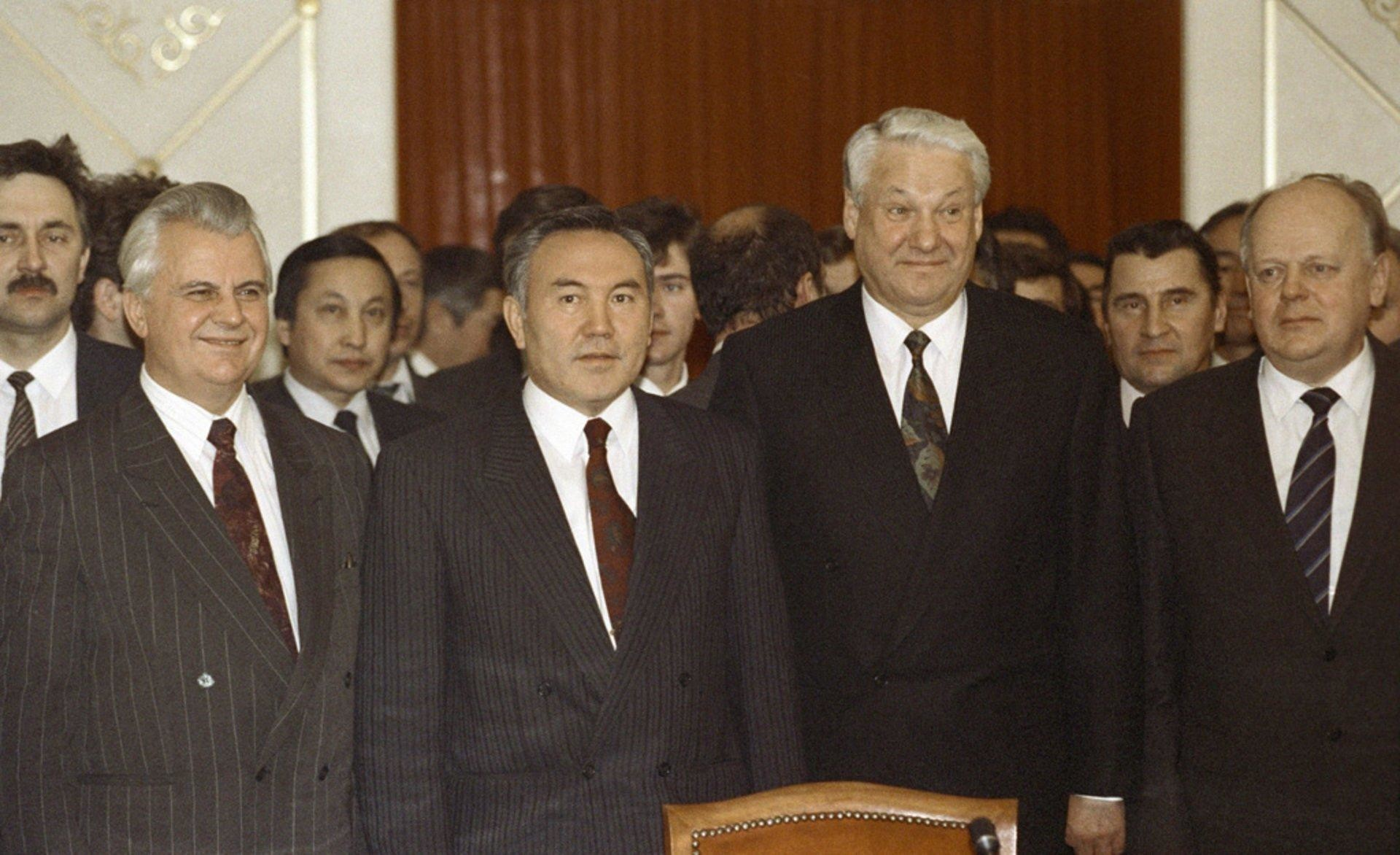
Nazarbaiev (deuxième en partant de la gauche) à la signature du protocole d'Almaty en décembre 1991.

En 1984, Nazarbaïev devint le Premier ministre de la RSS kazakhe (président du Conseil des ministres), travaillant ainsi pour Dinmoukhammed Kounaïev, le premier secrétaire du parti communiste du Kazakhstan. Nazarbaïev critiqua Askar Kounaïev, directeur de l'Académie des Sciences, à la 16e session du parti communiste du Kazakhstan en janvier 1986 car il ne réformait pas son département. Dinmoukhammed Kounaïev, patron de Nazarbaïev et frère d'Askar, se sentit trahi. Il se rendit alors à Moscou et exigea le renvoi de Nazarbaïev tandis que les soutiens de ce dernier faisaient campagne pour le départ de Konaïev et la promotion de celui-ci.
Finalement, Kounaïev est évincé en 1985 et remplacé par un Russe, Gennady Kolbin (en), qui, en dépit de sa fonction, a peu de pouvoir au Kazakhstan. Cette situation cause de larges manifestations, connues sous le nom de Jeltoqsan. Nazarbaïev devint chef du parti communiste le 22 juin 1989 — second Kazakh (après Kounaïev) à exercer cette fonction. Il fut président du Soviet suprême du 22 février au 24 avril 1990.
En dépit du fait qu'il venait d'être nommé dirigeant du Kazakhstan, Nazarbaïev était suffisamment proche de Mikhaïl Gorbatchev pour être le second choix de Gorbatchev à la fonction de vice président de l'Union soviétique en 1990. Cependant, Nazarbaïev refusa. Le 24 avril 1990, Nazarbaïev devint premier président du Kazakhstan par le Soviet suprême. Il soutint le président russe Boris Eltsine lors de la tentative de coup d’État de 1991 mené par le Comité d’État sur l'état d'urgence.

### Président de la République
Nazarbaïev participe aux importantes conférences et forums du monde tels que les réunions de l'Assemblée générale des Nations unies, le Sommet sur la sécurité nucléaire, ou le Forum économique mondial de Davos. Il fait du Kazakhstan le pays d'accueil de nombreux événements internationaux : le sommet de l'OSCE d'Astana en décembre 2010, la 38e session du Conseil ministériel de l'OCI en juin 2011 et les réunions P5+1 Almaty 1 & Almaty 2 sur les discussions portant sur le programme nucléaire avec l'Iran. Nazarbaïev a aussi lancé une série de forums qui concentre l'attention de la Communauté internationale, en particulier le Forum économique d'Astana (en), le Congrès des chefs des religions mondiales et traditionnelles, le Forum eurasien des médias, les sessions du Conseil des investisseurs étrangers, etc.
Il sollicite des bienfaiteurs étrangers désireux de nouer des liens économiques avec le Kazakhstan. Parmi ceux-ci, l'émirat du Qatar, dans le golfe Persique, finance la construction d'une mosquée pour 7 000 fidèles (l'islam est la religion dominante au Kazakhstan, même si l'État est officiellement laïc). Il fait également venir des sommités mondiales, comme l'architecte japonais Kishō Kurokawa, décédé depuis, qui a dessiné le plan d'ensemble d'Astana.

#### Transition (1990-1991)
Il est élu Président de la République le 24 avril 1990.

#### Premier mandat (1991-1999)

##### Première partie (1991-1995)
Il renomme l'ancien Comité de défense de l’État en ministère de la défense et nomme Sagadat Nurmagambetov (en) à la fonction de ministre le 7 mai 1992. Le Conseil suprême, sous la présidence de Serikbolsyn Äbdildine, commença à débattre sur un projet constitutionnel en juin 1992. La Constitution créait un fort pouvoir exécutif soumis à un contrôle limité.
Les partis politiques d'opposition Ezat, Jeltoqsan et le Parti républicain manifestèrent à Almaty du 10 au 17 juin en appelant à la formation d'un gouvernement de coalition et à la démission du gouvernement du Premier ministre Sergueï Terechtchenko et du Conseil suprême. Les forces de sécurité kazakhes mirent fin aux protestations le 18 juin 1992. Le Parlement du Kazakhstan, composé de députés communistes, et qui n’avait pas encore fait l'objet d'une élection législative après l’indépendance, adopta la Constitution le 28 janvier 1993.

##### Extension du mandat
En avril 1995, un référendum fut organisé pour étendre la durée de son mandat jusqu'au 1er décembre 2000. La proposition fut acceptée avec 95,5 % des voix.
Le 10 décembre 1997, à la suite d'une proposition faite par le président Nazarbaïev en 1994, la capitale fut déplacée d'Almaty à Akmola, qui est renommée Astana, nom signifiant capitale en kazakh.

#### Deuxième mandat (1999-2006)

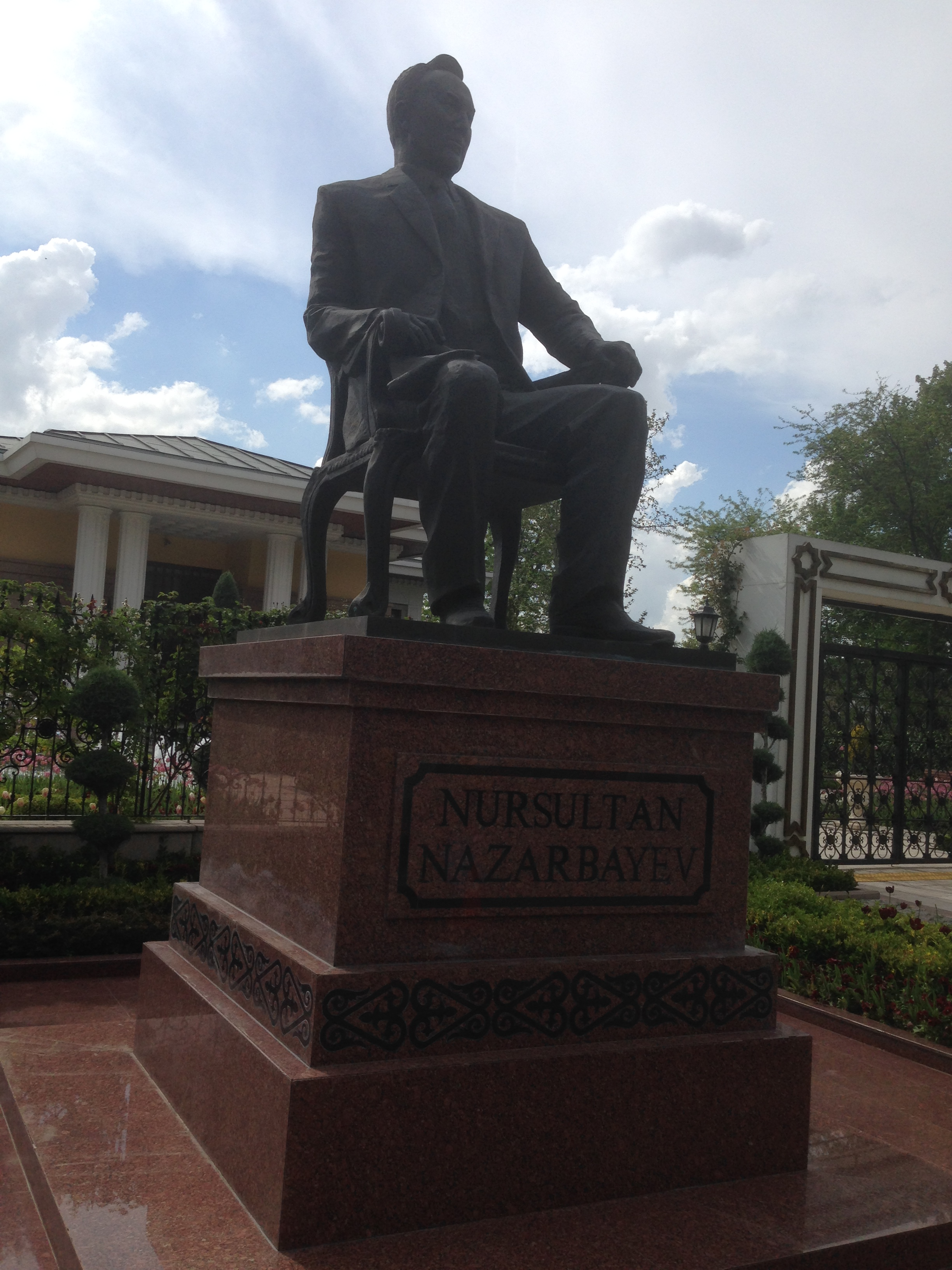
Statue de Noursoultan Nazarbaïev.

En janvier 1999, il fut réélu avec 81 % des suffrages. La même année, il fonde le parti politique Otan, renommé en 2006 Nour-Otan, qui contrôle intégralement la chambre basse du Parlement (bien qu'il existe certains députés sans parti, il n'y a aucune opposition).
Nazarbaïev nomme Altynbek Sarsenbaïev (en), qui était à l’époque à la fois ministre de la culture, de l’information et de la concorde, au poste de secrétaire du Conseil de sécurité kazakhe, remplaçant Marat Tajine, le 4 mai 2001. Ce dernier devient le président du Conseil national de sécurité (en) et remplace Alnur Musaïev. Musaïev devient, quant à lui, le président de la garde présidentielle.
En décembre 2012, Nazarbaïev établit une stratégie nationale à long terme : la stratégie Kazakhstan 2050 (ru).

#### Troisième mandat (2006-2011)
Le 4 décembre 2005, de nouvelles élections présidentielles (en) se sont tenues et le président Nazarbaïev fut réélu avec 91,15 % des voix (sur un total de 6 871 571 électeurs) selon la Commission électorale centrale du Kazakhstan. Cette estimation fut critiquée par l'Organisation pour la sécurité et la coopération en Europe et d'autres organisations de surveillance électorale car elle ne répondait pas aux standards internationaux des élections démocratiques. Nazarbaïev a prêté serment le 11 janvier 2006 pour un mandat de sept ans.
Le 18 mai 2007, le Parlement du Kazakhstan adopta un amendement (en) qui autorise Nazarbaïev à se présenter autant de fois qu'il le souhaite. Cet amendement s'applique spécifiquement et uniquement à Nazarbaïev. La disposition originale de la Constitution, qui disposait qu'un candidat ne peut se faire réélire que deux fois, reste applicable à tous les futurs présidents du Kazakhstan.
En 2010, le Kazakhstan prend la présidence de l'OSCE pour une année.
Il se fait accorder le titre de « chef de la nation » par la Chambre basse du Parlement le 12 mai 2010, un statut renforçant le culte de la personnalité, son immunité et ses prérogatives après plus de vingt ans à la tête de l'État kazakh. Une statue à son effigie est même inaugurée en plein centre d'Ankara en juin 2010 pour symboliser les liens entre la Turquie et le Kazakhstan. La constitution a également été réformée pour rappeler une « vérité », le président est l'auteur de l’hymne national. L'empreinte de sa main « protectrice et soucieuse » apparaît sur tous les billets de banque. Elle figure aussi dans un moule en or installé au sommet d'une tour de la capitale, Astana.
En 2009, l'ancien ministre britannique Jonathan Aitken publia une biographie du président titré Nazarbayev and the Making of Kazakhstan. Le livre adopte généralement un positionnement positif vis-à-vis de Nazarbaïev, affirmant dans l'introduction qu'il est le principal responsable du succès du Kazakhstan moderne.

#### Quatrième mandat (2011-2015)
Le 3 avril 2011, le président fut réélu pour un quatrième mandat avec 95,55 % des suffrages. Avant cela, le Parlement avait proposé de prolonger son mandat jusqu'en 2020. Au mois de juillet 2011, il a été admis à l'hôpital universitaire de Hambourg-Eppendorf sans que son admission et les motifs de celle-ci soient communiqués officiellement.
En décembre 2011, les émeutes de Mangystau de 2011, furent décrites par la BBC comme le plus important mouvement d'opposition au pouvoir. Le 16 décembre 2011, les manifestations dans la ville pétrolière de Janaozen dégénérèrent le jour de la fête de l'indépendance du pays. Quinze personnes furent tuées par les forces de sécurité et une centaine furent blessés. Les protestations se sont rapidement propagées aux autres villes puis se sont évanouies. Les procès qui ont suivi mirent au jour des abus et la torture pratiquée sur les détenus.
Le président Noursoultan Nazarbaïev reçut le titre national d'homme de l'année en 2012. En matière de politique d’État, le titre fut aussi accordée au président russe Vladimir Poutine et au président biélorusse Alexandre Loukachenko. Ils ont été récompensés pour la création de la Communauté économique eurasiatique et l'union douanière.
Le 25 février, le président Nazarbaïev annonce que de nouvelles élections présidentielles se dérouleront le 26 avril 2015.

#### Cinquième mandat (2015-2019)
Une élection présidentielle se déroule le 26 avril 2015. Le lendemain, la commission électorale centrale annonce qu'il est réélu avec 97,7 % des voix. Le taux de participation était de 95,22 %. Selon le rapport préliminaire et le rapport de la mission d'observation des élections de l'OSCE, celles-ci se sont déroulées dans le calme en dépit des restrictions médiatiques, du manque de transparence dans le financement des partis et du nombre limité de candidats de l'opposition.

#### Démission
Il annonce le 19 mars 2019 sa démission, qui est effective le lendemain. Il est remplacé par le président du Sénat, Kassym-Jomart Tokaïev, qui doit assurer la fonction de façon intérimaire jusqu'à la prochaine élection. Il reste cependant à vie à la tête du Conseil de sécurité du Kazakhstan et continue à diriger le parti au pouvoir Nour Otan. Grâce à une modification de la Constitution en 2010 et à une loi votée en 2018, il dispose du statut de « Elbasy » (chef de la nation), ce qui lui garantit l’immunité judiciaire et un rôle important,. Ce titre lui est cependant retiré lors du référendum constitutionnel kazakh de 2022.
Il est présenté comme le dernier dirigeant de l'ère soviétique à quitter le pouvoir.
Entre 2019 et 2022, la capitale du pays, Astana, prend brièvement le nom de Nour-Soultan (ou Noursoultan) en son honneur.

### Retrait progressif du pouvoir

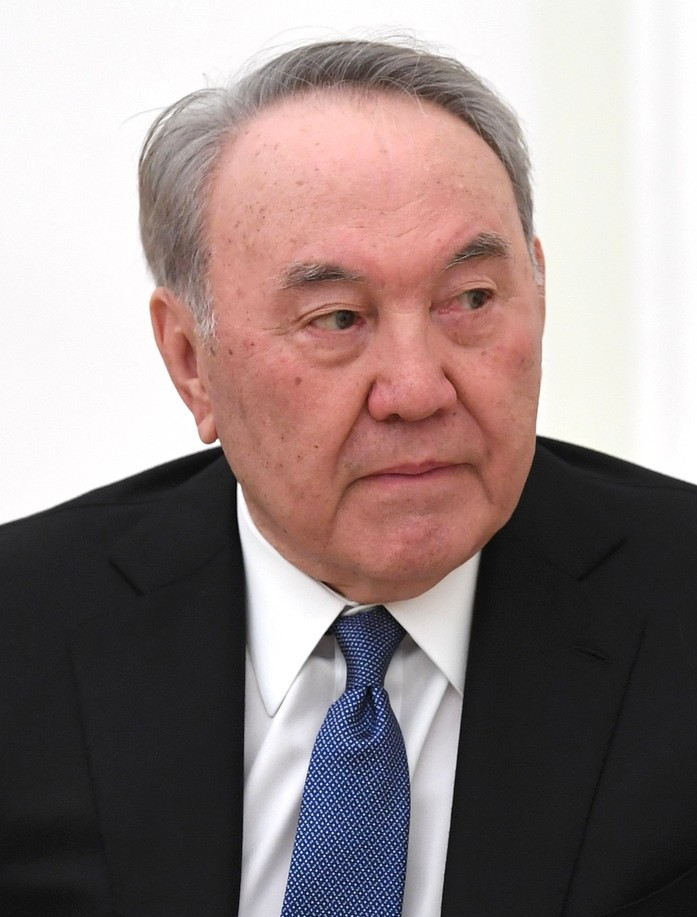
Noursoultan Nazarbaïev en 2020.

La première décision de son successeur, qui est approuvée par le Parlement, est de donner à la capitale, jusque-là dénommée Astana, son propre prénom, Nour-Soultan. Il fait aussi installer sa fille Dariga Nazarbaïeva à la présidence du Sénat (fonction qui assure la présidence du pays en cas de vacance du pouvoir) ou encore son neveu Samat Abich comme premier vice-président du Comité de sécurité nationale (KNB). Cette situation lui permet de garder en réalité en main les principaux leviers de pouvoir, alors que son successeur Kassym-Jomart Tokaïev possède une influence politique limitée par rapport à lui.
Le 2 mai 2020, Dariga Nazarbaïeva est remplacée par Mäulen Äşimbaev. C'est la première fois que le président du Sénat est limogé par décret présidentiel.
Le 23 novembre 2021, il annonce laisser la présidence de Nour-Otan à son successeur. Cette annonce est effective le 28 janvier 2022.
Confronté à de violentes manifestations en janvier 2022, le président Kassym-Jomart Tokaïev annonce qu'il dirigera désormais le Conseil de sécurité nationale à la place de Noursoultan Nazarbaïev.

## Actions

### Politique étrangère

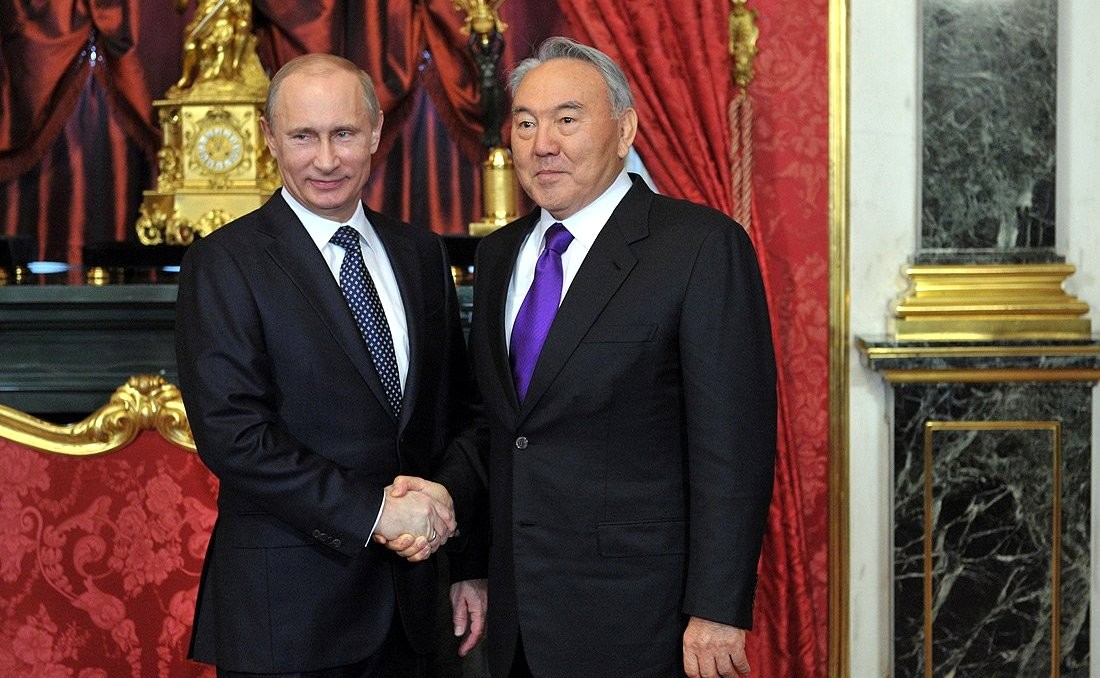
Noursoultan Nazarbaiev et Vladimir Poutine à Moscou en 2012.

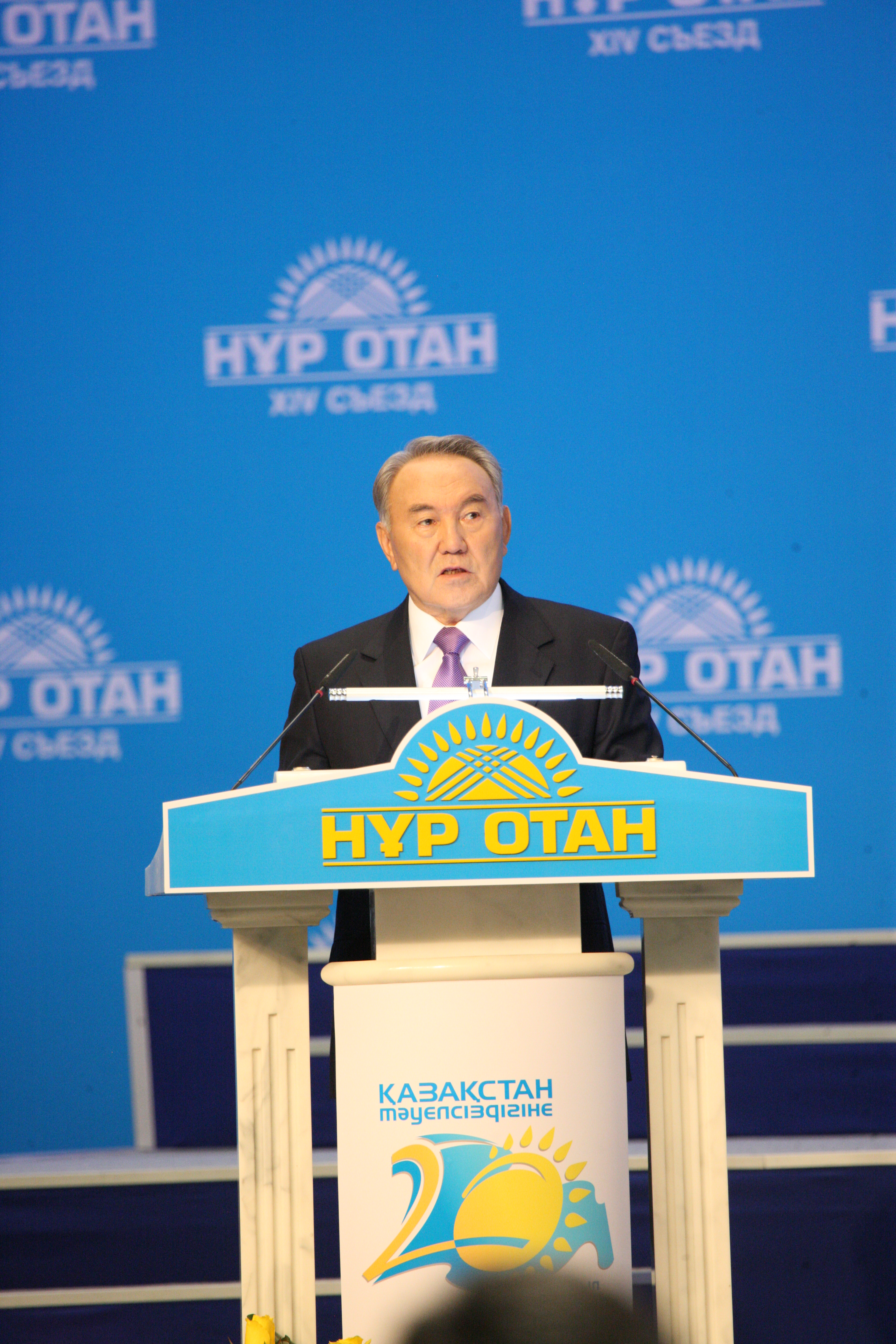
Nazarbaiev au congrès du Nour-Otan sur la lutte anti-terrorisme et les désastres épidémiques et environnementaux en 2009.

Noursoultan Nazarbaïev réussit à garder de bons rapports avec la Russie, la Chine et les États-Unis. Semion Bagdassarov, expert de l'Asie centrale, indique qu’il « a d'excellentes relations avec les États-Unis et a démarré beaucoup de grands projets avec la Chine, sans avoir aucun problème important avec la Russie ».
En dépit de l'appartenance du Kazakhstan à l'organisation de la Conférence islamique (aujourd'hui Organisation de la coopération islamique), le pays, sous la présidence de Nazarbaïev, est en bons termes avec Israël. Les relations diplomatiques sont établies en 1992 et le président Nazarbaïev se rend en Israël en 1995 et 2000. En 2005, le commerce bilatéral entre les deux pays s'élève à 724 millions de dollars[réf. nécessaire].

### Économie
Noursoultan Nazarbaïev a longtemps joui d'une bonne popularité grâce à l'exploitation des ressources naturelles du pays (pétrole, uranium et gaz), permettant un développement économique et l'arrivée d'investisseurs. Néanmoins, cela s'est accompagné d'une hausse des inégalités, notamment en faveur des élites dirigeantes.

### Environnement
Dans son autobiographie de 1998, Nazarbaïev écrivit que « la disparition de la mer d'Aral, du fait de son ampleur, est l'un des plus importants désastres écologiques de la planète aujourd'hui. Il n'est pas exagéré de la mettre au même niveau que la destruction de la forêt amazonienne ». Il appela l'Ouzbékistan, le Turkménistan, le Tadjikistan, et le Kirghizistan, ainsi que le monde entier à fournir plus d'effort afin de réduire les dommages environnementaux faits sous l'ère soviétique.

### Nucléaire
Nazarbaïev est un acteur planétaire sur les questions de non-prolifération nucléaire et en matière de sécurité. Le Kazakhstan hérita de l'Union soviétique du quatrième stock d'armes nucléaires au monde. Dans les quatre ans suivant son indépendance, le pays démantela l'ensemble de ses stocks et ne détient désormais aucune arme nucléaire.
Le président Obama reconnaît le rôle de Nazarbaïev lors d'une rencontre bilatérale du sommet sur le nucléaire de 2012 à Séoul.
Durant l'ère soviétique, plus de 500 essais militaires d'armes nucléaires ont été menés par les scientifiques dans la région kazakhe, le plus souvent au polygone nucléaire de Semipalatinsk, causant des maladies liées aux radiations et des problèmes congénitaux. Avec la disparition de l'Union soviétique, Nazarbaïev ferma le site. Il déclara avoir encouragé le mouvement anti-nucléaire d'Olzhas Suleimenov (en) au Kazakhstan, et répondait toujours aux objectifs du groupe. Dans le cadre du projet Saphir (en), les gouvernements kazakhe et américain travaillèrent ensemble pour démanteler les anciennes armes soviétiques du pays. Les Américains acceptèrent de donner 800 millions de dollars (en) dans le transport et les coûts de compensation.
Nazarbaïev encouragea l'Assemblée générale des Nations unies à faire du 29 août la journée mondiale contre les essais nucléaires. Dans son article, il a proposé un nouveau traité de non-prolifération qui garantirait des obligations claires de la part des gouvernements signataires et définirait les sanctions en cas de défaillance dans l'exécution des dispositions de l'accord. Il signa le traité créant la zone exempte d'armes nucléaires en Asie centrale le 8 septembre 2006.

### Iran
Dans un discours donné le 15 décembre 2006 lors du 15e anniversaire de l'indépendance kazakhe, Nazarbaïev déclara son souhait de rejoindre l'Iran pour soutenir l'adoption d'une monnaie unique pour tous les États d'Asie centrale et tenta de promouvoir l'idée avec le président iranien Mahmoud Ahmadinejad. Le président kazakhe critiqua aussi l'Iran en le qualifiant d’État soutenant le terrorisme. Le ministre kazakhe des Affaires étrangères, lors d'une déclaration du 19 décembre, déclara que ses propos n'étaient pas « ce qu'il voulait dire » et que son commentaire était une « erreur ».

### Rôle des femmes en politique
En 2011, Nazarbaïev demanda à son gouvernement d'ouvrir plus d'opportunité aux femmes tant en matière politique et dans le gouvernement. Il déclara au premier Congrès des femmes : « je donne au gouvernement l'instruction, ainsi qu'à l'administration présidentielle et à la Commission des affaires des femmes, aux dirigeant du parti Nour Otan, de former un plan concret effectif dès 2016 pour promouvoir le rôle des femmes dans la prise de décisions ».

### Religion
Le président a soutenu l'organisation d'un forum des religions mondiales et traditionnelles dans la capitale du Kazakhstan, Astana.
Durant l'ère soviétique, Nazarbaïev adopta un point de vue anti-religieux, mais il a mis en avant son héritage musulman en faisant le pèlerinage du hajj et en soutenant les rénovations des mosquées.
Sous la présidence de Nazarbaïev, le Kazakhstan est devenu multiculturel afin de retenir, d'attirer et d'intégrer les talents des divers groupes ethniques au sein de ses citoyens, ainsi que les nations qui développent des liens de coopération avec le pays, pour coordonner les ressources humaines dans le cadre de la participation au marché économique mondial. Les principes utilisés au Kazakhstan font que le pays est parfois surnommé le « Singapour des Steppes ».
Cependant, en 2012 Nazarbaïev proposa une loi, qui fut adoptée par le Parlement, qui impose de strictes restrictions sur les pratiques religieuses. Les groupes religieux devaient se ré-enregistrer sous peine d'être déclarés illégaux et de fermer. L'initiative fut justifiée comme une tentative de réduire l'extrémisme. Cependant, avec cette loi, de nombreux groupes religieux étaient considérés comme implicitement illégaux. Afin de pouvoir exister au niveau local, un groupe religieux doit compter 50 membres, au niveau régional 500 membres, et au niveau national plus de 5 000 membres. D'après les estimations, deux tiers des groupes religieux existants devront fermer.

## Culture
La vie de Noursoultan Nazarbaïev est le sujet d’une épopée cinématographique «La voie du chef». Le metteur en scène kazakh Rustem Abdrachev a réalisé les quatre premiers films de cette épopée, «Ciel de mon enfance» (2011), «Rivière de feu» (2013), «Montagne de fer» (2013) et «Briser le cercle vicieux» (2014), qui racontent l’enfance, l’adolescence et les débuts du futur président. Le rôle de Nazarbaïev a été joué par le jeune acteur Eljas Alpiev en tant qu’enfant et par Nourlan Alimjanov en tant que jeune homme. Le rôle de la grand-mère a été joué par Bibigul Toulegenova, celui de la mère par Natalia Arinbassarova et celui du père par Nourjouman Ikhtymbaev. Le dernier film de l’épopée « Les étoiles se sont formées ainsi », couvrant la période des années 90 avec des moments charnières de l’histoire du Kazakhstan et de tout l’espace post-soviétique, a été tourné par le metteur en scène russe Sergeï Snejkin, invité pour son expérience de la réalisation de séries historiques complexes,,.
Depuis 2004, le programme d’État « Мәдени мұра » (patrimoine culturel) a été mis en œuvre afin de restaurer les monuments historiques et culturels au Kazakhstan.
En 2017, le Président a lancé le programme «Рухани жаңғыру» (modernisation spirituelle) pour préserver les valeurs spirituelles. Une transition progressive de la langue kazakhe vers l’écriture latine était prévue pour son intégration dans le monde. Les sites du projet « Géographie sacrée du Kazakhstan » sont devenus des centres pour le développement du tourisme dans le pays. Cent manuels modernes d’histoire, de sciences politiques, de sociologie, de philosophie, de psychologie, d’études culturelles et de philologie ont été traduits en kazakh.
En 2018, la ville de Turkestan a reçu le statut de centre régional, après quoi un processus de rénovation et de développement à grande échelle a commencé pour l’ancienne capitale du khanat kazakh, souvent appelée la « capitale spirituelle du monde turc ». Le jour de signature du décret créant la province du Turkestan, Nazarbaïev a tenu une réunion et a exhorté les dirigeants des entreprises nationales et les représentants des grandes entreprises à prendre une part active à la construction de la ville. En 2021, Nazarbaïev a visité les nouvelles installations construites au Turkestan – l’aéroport, le caravansérail, etc. – et a fait remarquer que le Turkestan n’avait pas connu un tel renouveau depuis de nombreuses années.
En 2021, est sorti le film documentaire sur la vie de Nazarbaïev « Kazakh : l’histoire de l’homme d’or » réalisé par Oliver Stone et Igor Lopatenok.

## Critiques et accusations

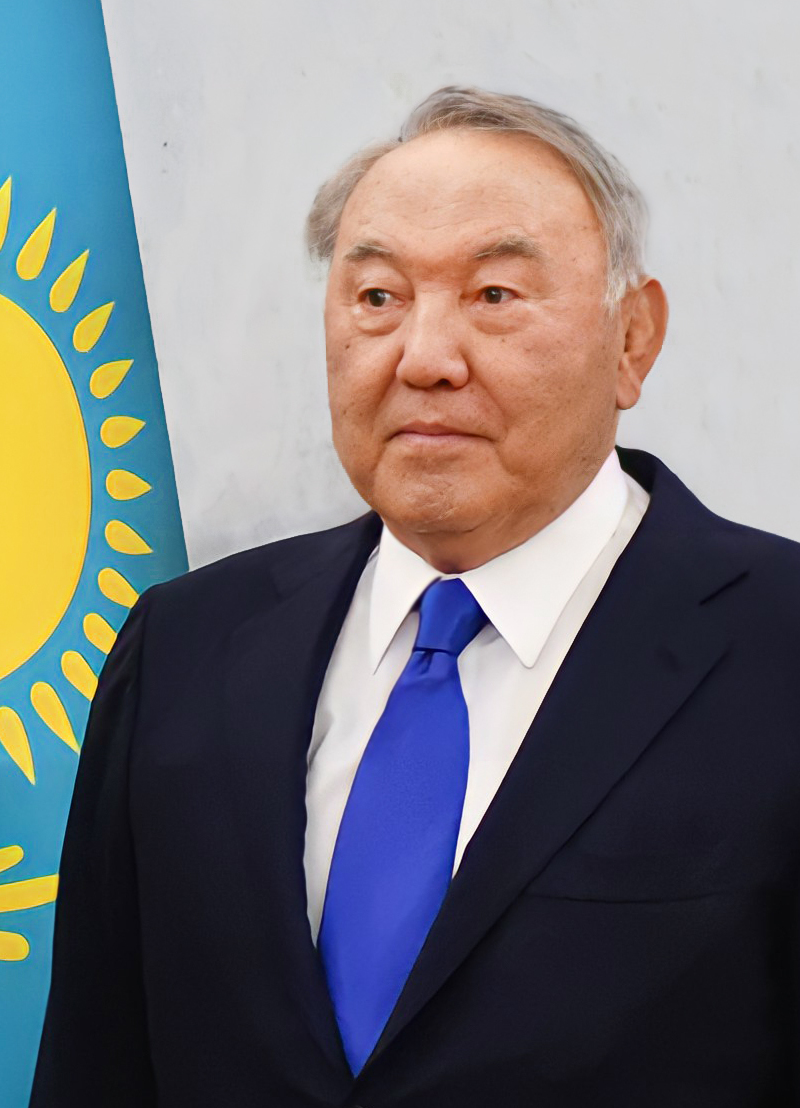
Noursoultan Nazarbaïev en juin 2021.

### Allégations de corruption
En 2004, Transparency International classa le Kazakhstan à la 122e place (avec d'autres nations) dans son classement des 146 pays par niveau de corruption. La note du Kazakhstan, sur 10, 10 étant la meilleure note, fut de 2,2 (tous les scores au-dessous de trois indiquent une corruption généralisée). Le président déclara la guerre à la corruption et ordonna l'adoption de « 10 étapes contre la corruption » pour combattre la corruption à tous les niveaux de la société et de l’État. Certaines ONG ont accusé le gouvernement de Nazarbaïev de ne pas participer aux efforts anti-corruption. La famille Nazarbaïev elle-même fut impliquée dans une série d'enquêtes des gouvernements occidentaux en matière de blanchiment d'argent, corruption, et assassinats. Parmi celles-ci se trouve le Kazakhgate au terme de laquelle aucun membre de la famille Nazarbaïev ne fut reconnu coupable.
Un ancien ministre du gouvernement Nazarbaïev, Zamanbek K. Nurkadilov, a déclaré que Nazarbaïev devait répondre aux allégations selon lesquelles des fonctionnaires kazakhs avaient perçu des millions de dollars de pots-de-vin de la part des sociétés pétrolières américaines dans les années 1990.
Nazarbaïev est considéré comme un des derniers oligarques des États d'Asie centrale post-Union soviétique. Il aurait transféré au moins 1 milliard de dollars de revenus du pétrole sur ses comptes en banque privés dans d'autres pays et sa famille contrôle d'autres entreprises clefs au Kazakhstan.

### Pratiques dictatoriales
Nazarbaïev fait l'objet de critiques de la part des médias, lesquels le qualifient de « dictateur ». Il assume notamment ce titre, ayant lui-même qualifié le régime politique du Kazakhstan de « dictature éclairée ».
Il a également fait partie d'un « classement des dictateurs du monde » dans lequel il a occupé la première place.
Igor Vinyavsky (en), directeur d'un journal kazakh indépendant, le qualifie de « dictateur raté ». Selon Viniyavsky, Nazarbaïev serait en déclin. Il avait été arrêté après que son journal a suivi un mouvement de grève au sein des compagnies pétrolières de Janaozen. La répression qui a suivi fit plus d'une centaine de morts. Il ne s'agit d'ailleurs pas des seules victimes du régime Nazarbaïev : de nombreux dissidents au régime sont morts dans des conditions troubles.[citation nécessaire]

## Famille
Noursoultan Nazarbaïev aurait pour ancêtre à la huitième génération le guerrier Karasaj, qui aurait, dans les années 1640 à 1680, accompli des actes héroïques dans la guerre avec Dzoungars. Son grand-père était bey.
Il est marié à Sara Alpysovna Nazarbaïeva, une ingénieur économiste. Elle dirige le Fonds international de charité pour l'enfance. Ils ont trois filles :
- Dariga : docteur en sciences politiques, présidente du Sénat depuis 2019. Elle a été mariée à Rakhat Aliev jusqu'à leur divorce en 2007[86].
  - Nourali Aliev (ru), son fils aîné, est président de la société TransTelekom (en) depuis le 26 novembre 2013[87].
  - Son fils Aisoultan Aliev est marié à Alima Boranbayeva, fille de Kayrat Boranbayev, dirigeant de la compagnie spécialisée dans l’énergie KazRosGas[88].
- Dinara qui dirige la Fondation pour l'éducation. Elle est une actionnaire importante de la Halyk Bank. Il s'agit de la femme la plus riche du Kazakhstan. Le magazine Forbes estime sa fortune personnelle à 1,3 milliard de dollars (938e dans le monde, et 4e au Kazakhstan). Elle est mariée à Timour Koulibaïev[89].
- Aliya gère l'entreprise de construction Elitstroy.

Sa famille inclut Kairat Satybaldy, son neveu, qui est venu habiter chez lui après la mort du plus jeune frère de Noursoultan. Il a été nommé secrétaire du parti Nour-Otan. Il a officiellement changé son nom de famille au milieu des années 1990,.
Il a aussi un frère Bolat Nazarbaïev, marié à Maïra Nazarbaïeva avec qui il a eu deux fils, dont Danial Nazarbaïev.

Famille de Noursoultan Nazarbaïev.

## Distinctions
Noursoultan Nazarbaïev voue un culte à sa personnalité au Kazakhstan, et a décidé que l'anniversaire d'Astana (renommée en son nom Noursoultan entre 2019 et 2022) tombait en même temps que le sien, le 6 juillet, et en a fait un jour férié.
Affichant ouvertement son ego-centrisme, il collectionne les distinctions et les décorations étrangères, et en fait un point de négociation obligatoire avant de pouvoir obtenir des contrats pétroliers avec les réserves de pétrole du Kazakhstan.

### Décorations
- Ordre de l'aigle d'or (en) ( Kazakhstan)
- Grand-croix de la Légion d'honneur Il est fait grand-croix en 2008 par Nicolas Sarkozy[92].
- Grand-croix de l'ordre du Mérite autrichien ( Autriche)
- Membre de l'ordre Heydar Aliyev ( Azerbaïdjan, 3 avril 2017[93])
- Grand cordon de l'ordre de Léopold ( Belgique)
- Ordre de l'Amitié des peuples ( Biélorussie, 19 juin 2015[94])
- Ordre de l'Amitié (en) ( Chine, 28 avril 2019[95])
- Membre du grand ordre du Roi Tomislav ( Croatie, 2001[96])
- Grand cordon de l'ordre du Nil ( Égypte, 2 avril 2015)
- Collier de l'ordre d'Isabelle la Catholique ( Espagne, 23 juin 2017[97])
- Collier de l'ordre de la Croix de Terra Mariana ( Estonie)
- Commandeur Grand-croix de l'ordre de la Rose blanche ( Finlande)
- Commandeur Grand-croix du Lion de Finlande ( Finlande)
- Grand-croix de l'ordre du Sauveur ( Grèce)
- Grand-croix de l'ordre du Mérite hongrois ( Hongrie)
- Chevalier grand-croix de l'ordre du Mérite de la République italienne ( Italie)
- Collier de l'ordre du Chrysanthème ( Japon)
- Commandeur grand-croix de l'ordre des Trois Étoiles ( Lettonie, 3 octobre 2008[98])
- Grand-croix de l'ordre de Vytautas le Grand ( Lituanie, 5 mai 2000[99] )
- Grand-croix de l'ordre de la Couronne de chêne ( Luxembourg, 27 juin 2008[100])
- Grand-croix de l'ordre de Saint-Charles ( Monaco, 27 septembre 2013[101])
- Membre de l'ordre de l'Aigle blanc ( Pologne)
- Ordre de l'Indépendance ( Qatar)
- Collier de l'ordre de l'Étoile de Roumanie ( Roumanie)
- Ordre de la République ( Serbie, 9 octobre 2018[102])
- Grand-croix de l'ordre de la Double-croix Blanche ( Slovaquie, 2007[103])
- Première classe de l'ordre de la République ( Turquie, 22 octobre 2009)
- Chevalier grand-croix d'honneur de l'ordre de Saint-Michel et Saint-Georges ( Royaume-Uni)
- Ordre d'Ismoili Somoni ( Tadjikistan)
- Membre de l'ordre de la Liberté ( Ukraine)
- Première classe de l'ordre du Prince Iaroslav le Sage ( Ukraine)
- Membre de l'ordre de Zayed ( Émirats arabes unis)

### Honneurs
- La capitale du Kazakhstan, Astana, est renommée Nour-Soultan en son honneur, le 20 mars 2019. Elle est toutefois débaptisée en septembre 2022 et reprend le nom d'Astana.
- L'avenue Nazarbaïev à Almaty
- Une rue d'Amman en Jordanie est nommé en son honneur
- Une rue du parc central de Kazan en Russie est nommé en son honneur
- Il a obtenu un doctorat honoris causa de l'Institut d'État des relations internationales de Moscou

## Sources
- (en) Cet article est partiellement ou en totalité issu de l’article de Wikipédia en anglais intitulé « Nursultan Nazarbayev » (voir la liste des auteurs).

## Compléments